# Gran Premio motociclistico d'Australia 1993
Il Gran Premio motociclistico d'Australia 1993 fu il Gran Premio inaugurale della stagione e si disputò il 28 marzo 1993 sul circuito di Eastern Creek.
Nella classe 500 il vincitore fu Kevin Schwantz, partito dalla pole position, nella classe 250 la vittoria andò a Tetsuya Harada, al primo successo nel motomondiale, mentre Dirk Raudies vinse la gara della classe 125.

## Classe 500

### Arrivati al traguardo
| Pos. | Nº | Pilota            | Squadra                 | Motocicletta  | Giri | Tempo     | Griglia | Punti |
| ---- | -- | ----------------- | ----------------------- | ------------- | ---- | --------- | ------- | ----- |
| 1º   | 34 | Kevin Schwantz    | Lucky Strike Suzuki     | Suzuki        | 30   | 46:21.885 | 1       | 25    |
| 2º   | 1  | Wayne Rainey      | Marlboro Team Roberts   | Yamaha        | 30   | +3.118    | 2       | 20    |
| 3º   | 5  | Doug Chandler     | Cagiva Team Agostini    | Cagiva        | 30   | +6.111    | 4       | 16    |
| 4º   | 4  | Daryl Beattie     | Rothmans Honda          | Honda         | 30   | +12.430   | 3       | 13    |
| 5º   | 9  | Alex Barros       | Lucky Strike Suzuki     | Suzuki        | 30   | +36.435   | 7       | 11    |
| 6º   | 8  | Àlex Crivillé     | Marlboro Honda Pons     | Honda         | 30   | +36.672   | 5       | 10    |
| 7º   | 6  | Shin'ichi Itō     | HRC Rothmans Honda      | Honda         | 30   | +39.192   | 6       | 9     |
| 8º   | 7  | Luca Cadalora     | Marlboro Team Roberts   | Yamaha        | 30   | +52.962   | 10      | 8     |
| 9º   | 12 | Mat Mladin        | Cagiva Team Agostini    | Cagiva        | 30   | +1:16.298 | 12      | 7     |
| 10º  | 11 | Niall Mackenzie   | Valvoline Team WCM      | ROC Yamaha    | 30   | +1:20.844 | 13      | 6     |
| 11º  | 21 | Laurent Naveau    | Euro Team               | ROC Yamaha    | 29   | +1 giro   | 24      | 5     |
| 12º  | 18 | Bernard Garcia    | Yamaha Motor France     | ROC Yamaha    | 29   | +1 giro   | 18      | 4     |
| 13º  | 32 | José Kuhn         | Euromoto                | ROC Yamaha    | 29   | +1 giro   | 17      | 3     |
| 14º  | 15 | Tsutomu Udagawa   | Team Udagawa            | ROC Yamaha    | 29   | +1 giro   | 15      | 2     |
| 15º  | 23 | Serge David       | Team ROC                | ROC Yamaha    | 29   | +1 giro   | 22      | 1     |
| 16º  | 29 | Sean Emmett       | Shell Team Harris       | Harris Yamaha | 29   | +1 giro   | 26      |       |
| 17º  | 27 | Renzo Colleoni    | Team Elit               | ROC Yamaha    | 29   | +1 giro   | 25      |       |
| 18º  | 36 | Lucio Pedercini   | Team Pedercini          | ROC Yamaha    | 29   | +1 giro   | 27      |       |
| 19º  | 33 | Andreas Meklau    | Austrian Racing Company | ROC Yamaha    | 29   | +1 giro   | 30      |       |
| 20º  | 35 | Jean Luc Romanens | Argus Racing            | ROC Yamaha    | 28   | +2 giri   | 31      |       |
| 21º  | 24 | Cees Doorakkers   | Doorakkers Racing       | Harris Yamaha | 28   | +2 giri   | 32      |       |
| 22º  | 44 | Allan Scott       | Team Harris             | Harris Yamaha | 27   | +3 giri   | 33      |       |
| 23º  | 13 | Toshiyuki Arakaki | Team ROC                | ROC Yamaha    | 25   | +5 giri   | 21      |       |

### Ritirati
| Nº | Pilota            | Squadra               | Motocicletta  | Giri | Griglia |
| -- | ----------------- | --------------------- | ------------- | ---- | ------- |
| 46 | Peter Goddard     | Lucky Strike Suzuki   | Suzuki        | 28   | 9       |
| 30 | Juan López Mella  | Lopez Mella Racing    | ROC Yamaha    | 27   | 19      |
| 16 | Michael Rudroff   | Rallye Sport          | Harris Yamaha | 25   | 16      |
| 19 | Freddie Spencer   | Yamaha Motor France   | Yamaha        | 19   | 11      |
| 22 | Kevin Mitchell    | MBM Racing            | Harris Yamaha | 18   | 20      |
| 2  | Mick Doohan       | Rothmans Honda        | Honda         | 17   | 8       |
| 28 | John Reynolds     | Padgett's Motorcycles | Harris Yamaha | 8    | 14      |
| 25 | Thierry Crine     | Ville de Paris        | ROC Yamaha    | 8    | 29      |
| 20 | Jeremy McWilliams | Millar Racing         | Yamaha        | 7    | 23      |
| 14 | Marco Papa        | Librenti Corse        | Librenti      | 4    | 34      |
| 31 | Bruno Bonhuil     | MTD Objectif 500      | ROC Yamaha    | 4    | 28      |

## Classe 250

### Arrivati al traguardo
| Pos | Nº | Pilota                   | Moto    | Giri | Tempo     | Griglia | Punti |
| --- | -- | ------------------------ | ------- | ---- | --------- | ------- | ----- |
| 1   | 31 | Tetsuya Harada           | Yamaha  | 28   | 43:57.049 | 3       | 25    |
| 2   | 19 | John Kocinski            | Suzuki  | 28   | +0.030    | 4       | 20    |
| 3   | 5  | Max Biaggi               | Honda   | 28   | +6.160    | 2       | 16    |
| 4   | 18 | Tadayuki Okada           | Honda   | 28   | +9.597    | 9       | 13    |
| 5   | 14 | Nobuatsu Aoki            | Honda   | 28   | +9.599    | 5       | 11    |
| 6   | 8  | Carlos Cardús            | Honda   | 28   | +9.946    | 7       | 10    |
| 7   | 10 | Doriano Romboni          | Honda   | 28   | +10.569   | 6       | 9     |
| 8   | 4  | Helmut Bradl             | Honda   | 28   | +13.571   | 10      | 8     |
| 9   | 17 | Jean-Philippe Ruggia     | Aprilia | 28   | +19.507   | 11      | 7     |
| 10  | 3  | Pierfrancesco Chili      | Yamaha  | 28   | +19.949   | 14      | 6     |
| 11  | 11 | Wilco Zeelenberg         | Aprilia | 28   | +32.632   | 8       | 5     |
| 12  | 7  | Jochen Schmid            | Yamaha  | 28   | +56.034   | 12      | 4     |
| 13  | 6  | Alberto Puig             | Honda   | 28   | +57.581   | 20      | 3     |
| 14  | 13 | Loris Reggiani           | Aprilia | 28   | +57.996   | 13      | 2     |
| 15  | 28 | Adrian Bosshard          | Honda   | 28   | +1:06.575 | 15      | 1     |
| 16  | 21 | Paolo Casoli             | Gilera  | 28   | +1:08.841 | 18      |       |
| 17  | 25 | Jurgen van den Goorbergh | Aprilia | 28   | +1:19.138 | 24      |       |
| 18  | 51 | Jean Pierre Jeandat      | Aprilia | 28   | +1:21.333 | 21      |       |
| 19  | 44 | Jean-Michel Bayle        | Aprilia | 28   | +1:27.160 | 29      |       |
| 20  | 26 | Bernd Kassner            | Aprilia | 28   | +1:27.625 | 30      |       |
| 21  | 15 | Nobuyuki Wakai           | Suzuki  | 28   | +1:31.277 | 17      |       |
| 22  | 47 | Rene Bongers             | Honda   | 27   | +1 giro   | 34      |       |
| 23  | 12 | Gabriele Debbia          | Honda   | 27   | +1 giro   | 33      |       |
| 24  | 43 | Massimo Pennacchioli     | Honda   | 26   | +2 giri   | 36      |       |

### Ritirati
| Nº | Pilota                    | Moto    | Giri | Griglia |
| -- | ------------------------- | ------- | ---- | ------- |
| 27 | Frédéric Protat           | Aprilia | 26   | 28      |
| 16 | Andreas Preining          | Aprilia | 22   | 22      |
| 22 | Luis Maurel               | Aprilia | 20   | 32      |
| 65 | Loris Capirossi           | Honda   | 17   | 1       |
| 23 | Bernard Haenggeli         | Aprilia | 17   | 25      |
| 30 | Juan Borja                | Honda   | 12   | 27      |
| 24 | Patrick van den Goorbergh | Aprilia | 5    | 26      |
| 39 | Alessandro Gramigni       | Gilera  | 5    | 19      |
| 34 | Luis d'Antín              | Honda   | 2    | 16      |
| 20 | Eskil Suter               | Aprilia | 2    | 23      |
| 32 | Volker Bähr               | Honda   | 0    | 35      |
| 46 | Steven Whitehouse         | Yamaha  | 0    | 31      |

## Classe 125

### Arrivati al traguardo
| Pos | Nº | Pilota            | Moto    | Giri | Tempo     | Griglia | Punti |
| --- | -- | ----------------- | ------- | ---- | --------- | ------- | ----- |
| 1   | 5  | Dirk Raudies      | Honda   | 26   | 42:58.125 | 2       | 25    |
| 2   | 8  | Kazuto Sakata     | Honda   | 26   | +12.995   | 6       | 20    |
| 3   | 12 | Herri Torrontegui | Aprilia | 26   | +25.981   | 14      | 16    |
| 4   | 32 | Masafumi Ono      | Honda   | 26   | +25.991   | 10      | 13    |
| 5   | 2  | Fausto Gresini    | Honda   | 26   | +28.368   | 11      | 11    |
| 6   | 19 | Kin'ya Wada       | Honda   | 26   | +33.664   | 7       | 10    |
| 7   | 17 | Akira Saitō       | Honda   | 26   | +40.523   | 29      | 9     |
| 8   | 7  | Noboru Ueda       | Honda   | 26   | +41.863   | 13      | 8     |
| 9   | 36 | Takeshi Tsujimura | Honda   | 26   | +50.814   | 19      | 7     |
| 10  | 31 | Garry McCoy       | Aprilia | 26   | +1:04.725 | 20      | 6     |
| 11  | 33 | Stefan Prein      | Honda   | 26   | +1:04.789 | 23      | 5     |
| 12  | 23 | Maik Stief        | Honda   | 26   | +1:10.181 | 25      | 4     |
| 13  | 28 | Luigi Ancona      | Honda   | 26   | +1:13.052 | 21      | 3     |
| 14  | 24 | Haruchika Aoki    | Honda   | 26   | +1:14.209 | 17      | 2     |
| 15  | 27 | Julián Miralles   | Honda   | 26   | +1:21.369 | 24      | 1     |
| 16  | 29 | Arie Molenaar     | Honda   | 26   | +1:35.000 | 22      |       |
| 17  | 37 | Manfred Geissler  | Aprilia | 25   | +1 giro   | 33      |       |
| 18  | 43 | Manuel Hernández  | Aprilia | 25   | +1 giro   | 26      |       |
| 19  | 10 | Hans Spaan        | Rumi    | 25   | +1 giro   | 31      |       |

### Ritirati
| Nº | Pilota             | Moto    | Giri | Griglia |
| -- | ------------------ | ------- | ---- | ------- |
| 14 | Oliver Koch        | Honda   | 25   | 8       |
| 9  | Carlos Giró        | Aprilia | 25   | 1       |
| 25 | Neil Hodgson       | Honda   | 25   | 27      |
| 16 | Ezio Gianola       | Honda   | 23   | 5       |
| 3  | Ralf Waldmann      | Aprilia | 20   | 4       |
| 46 | Ken Fisher         | Honda   | 19   | 30      |
| 35 | Loek Bodelier      | Honda   | 18   | 3       |
| 15 | Oliver Petrucciani | Aprilia | 15   | 9       |
| 34 | Stefano Caracchi   | Rumi    | 12   | 32      |
| 30 | Giovanni Palmieri  | Aprilia | 9    | 12      |
| 20 | Manfred Baumann    | Honda   | 6    | 28      |
| 6  | Jorge Martínez     | Honda   | 4    | 16      |
| 47 | Trevor Manley      | Honda   | 3    | 34      |
| 21 | Stefan Kurfiss     | Aprilia | 1    | 18      |

### Non partito
| Nº | Pilota          | Moto  | Griglia |
| -- | --------------- | ----- | ------- |
| 26 | Maurizio Vitali | Honda | 15      |

### Non qualificato
| Nº | Pilota            | Moto      |
| -- | ----------------- | --------- |
| 22 | Lucio Cecchinello | Gazzaniga |